# Islam and the Future of Tolerance: A Dialogue
Islam and the Future of Tolerance: A Dialogue är ett boksamarbete mellan bästsäljande amerikanske författaren Sam Harris och brittiska aktivisten Maajid Nawaz, utgiven 2015. 
Boken är i dialogformat, och är en diskussion mellan Harris, en ateist och en kritiker av religion, och Nawaz, en islamistisk-vänd-liberal aktivist. Harris hävdar att lärorna om islam är farliga medan Nawaz försvarar islam med argumentet att de farliga lärorna har kringgåtts av traditionen. Nawaz hävdar vidare att som vilken någon annan religion är islam öppen för reformer och kommer att finna sin plats i en sekulär värld. Boken är utgiven med det uttalade syftet att främja svåra samtal om islam utan  att "överflyttas till trångsynthet eller karikatyr". Boken undersöker också skillnaderna mellan religionen islam och ideologin islamism.